# Open de la Réunion
L'Open de la Réunion è stato un torneo di tennis che si disputava a Réunion in Francia.

## Albo d'oro

### Singolare
| Anno | Campione                                                                       | Finalista                                                                      | Punteggio                                                                      |
| ---- | ------------------------------------------------------------------------------ | ------------------------------------------------------------------------------ | ------------------------------------------------------------------------------ |
| 2014 | Robin Haase                                                                    | Florent Serra                                                                  | 3–6, 6–1, 7–5                                                                  |
| 2011 | Torneo terminato ai prima dei quarti a causa della pioggia e delle inondazioni | Torneo terminato ai prima dei quarti a causa della pioggia e delle inondazioni | Torneo terminato ai prima dei quarti a causa della pioggia e delle inondazioni |

### Doppio
| Anno | Campioni                                                                       | Finalisti                                                                      | Punteggio                                                                      |
| ---- | ------------------------------------------------------------------------------ | ------------------------------------------------------------------------------ | ------------------------------------------------------------------------------ |
| 2014 | Robin Haase Mate Pavić                                                         | Jonathan Eysseric Fabrice Martin                                               | 7–5, 4–6, [10–7]                                                               |
| 2011 | Torneo terminato ai prima dei quarti a causa della pioggia e delle inondazioni | Torneo terminato ai prima dei quarti a causa della pioggia e delle inondazioni | Torneo terminato ai prima dei quarti a causa della pioggia e delle inondazioni |